# Iker Karrera
Iker Karrera Aranburu est un sportif basque espagnol de haut-niveau né le 18 septembre 1974, spécialiste d'ultra-trail, vainqueur du Tor des Géants en 2013.

## Palmarès
Il se révèle en 2011 en arrivant en deuxième place lors de l'Ultra-Trail du Mont-Blanc.
En 2012, il bat le record de la traversée Chamonix-Zermatt avec 115 km parcourus en 21H20.
Il remporte le Tor des Géants en 2013, avec un temps record pour l'étape intermédiaire au refuge Cuney.
Il est contraint à l'abandon lors du grand raid à La Réunion en 2014.
| no  | masculin           | Course                    | Longueur | Départ           | Temps            |
| --- | ------------------ | ------------------------- | -------- | ---------------- | ---------------- |
| 3e  | Médaille de bronze | Cavalls del Vent          | 84 km    | 2 octobre 2010   | 10 h 10 min 25 s |
| 1re | Médaille d'or      | Transvulcania             | 83 km    | 7 mai 2011       | 7 h 32 min 13 s  |
| 2e  | Médaille d'argent  | Zugspitz Ultratrail       | 101 km   | 25 juin 2011     | 11 h 9 min 25 s  |
| 2e  | Médaille d'argent  | Ultra-Trail du Mont-Blanc | 166 km   | 26 août 2011     | 20 h 45 min 30 s |
| 1re | Médaille d'or      | Lavaredo Ultra Trail      | 118 km   | 29 juin 2012     | 12 h 26 min 29 s |
| 1er | Médaille d'or      | Eiger Ultra Trail         | 101 km   | 20 juillet 2013  | 11 h 38 min 44 s |
| 1re | Médaille d'or      | Tor des Géants            | 330 km   | 8 septembre 2013 | 70 h 04 min 15 s |
| 1re | Médaille d'or      | Buff Epic Trail 105K      | 105 km   | 2 août 2014      | 13 h 41 min 25 s |
| 2e  | Médaille d'argent  | Ultra-Trail du Mont-Blanc | 168 km   | 29 août 2014     | 20 h 55 min 42 s |